# Амвил
Амвил (фр. Hammeville) насеље је и општина у североисточној Француској у региону Лорена, у департману Мерт и Мозел која припада префектури Нанси.
По подацима из 2011. године у општини је живело 169 становника, а густина насељености је износила 31,01 становника/km². Општина се простире на површини од 5,45 km². Налази се на средњој надморској висини од 300 метара (максималној 317 m, а минималној 247 m).

## Демографија
| 1962. | 1968. | 1975. | 1982. | 1990. | 1999. | 2011. |
| ----- | ----- | ----- | ----- | ----- | ----- | ----- |
| 98    | 104   | 110   | 120   | 135   | 149   | 169   |

График промене броја становника у току последњих година